# Susanna Dzamic
Susanna Dzamic, född 23 februari 1966, är en svensk radiopratare och komiker. 
Dzamic har hörts i radio sedan 1990-talet, huvudsakligen i Sveriges radio och program som Kvällspasset, Karlavagnen, Fredag i P4 och Fredag i P1. Hon har även varit programledare i poddradioprogrammet Sjukt, galet och helt normalt och deltagit i På minuten.
Hon växte upp i Malmö och hennes far var invandrare från Jugoslavien, och hennes bakgrund har en stor plats i hennes ståuppkomik.